# Theodor Puschmann
Theodot Puschmann (Lwówek Śląski, 4 maggio 1844 – Vienna, 28 settembre 1899) è stato un medico tedesco.

## Biografia
Theodor Puschmann studiò medicina a Berlino, Marburgo, Vienna e Monaco. Continuò la sua formazione in medica in Inghilterra, Francia e in Italia e trascorse un anno come medico in Egitto.
Durante la guerra franco-prussiana del 1870-1 lavorò come medico nelle riserve. Nel 1872 cominciò a lavorare a Monaco e sviluppò un interesse per la psichiatria influenzata da Bernhard von Gudden.
Nel 1872 Puschmann pubblicò Richard Wagner: eine psychiatrische Studie, che illustrava in che modo ebbe la malattia il compositore, tra questi era la mania e la depravazione sessuale. Il libro ebbe molti dibattiti sulle veridicità delle condizioni mediche di Wagner.
Nel 1879 divenne professore di storia medica a Vienna. Le sue pubblicazioni più significative nella storia della medicina includono Die Medicin in Wien (1884) e Die Geschichte der Lehre von der Ansteckung (1895).
Nel 1896 scrisse un grande romanzo autobiografico dal titolo Leonie.

## Opere
- Ueber die Therapie der Peritonitis. Marburg 1869.
- Richard Wagner. Eine psychiatrische Studie. Berlin 1873.
- Alexander von Tralles. Amsterdam 1963.
- Die Medicin in Wien während der letzten hundert Jahre. Wien 1884.
- Nachträge zu Alexander Trallianus: Fragmente aus Philumenus und Philagrius nebst einer bisher nach ungedruckten Abhandlung über Augenkrankheiten. Berlin 1886.
- Geschichte des medicinischen Unterrichts von den ältesten Zeiten bis zur Gegenwart. Leipzig 1889.
- Zu Ostern in Spanien, Reiseschilderungen. Breslau 1893.
- Die Geschichte der Lehre von der Ansteckung. Wien 1895.
- Handbuch der Geschichte der Medizin. Jena 1902–1905.